# 西汝南郡
西汝南郡，南北朝的郡。
南齐侨置西汝南郡，治所在舞阴县（在今河南省泌阳县西北五十八里古城寨）。齐明帝建武五年（498年）废西汝南郡。梁武帝改𫑡县（今河南省信阳市东北）设立西汝南郡。隋文帝开皇三年（583年）𫑡县并入钟山县。